# نقوش صخره‌ای کفترلو
نقوش صخره‌ای کفترلو مربوط به دوران‌های تاریخی پس از اسلام است و در شهرستان شهریار، بخش ملارد، روستای دولت‌آباد واقع شده و این اثر در تاریخ ۱۱ شهریور ۱۳۸۲ با شمارهٔ ثبت ۹۹۰۲ به‌عنوان یکی از آثار ملی ایران به ثبت رسیده است.
صخره‌کندهای کفترلی در ۳۵ درجه و ۳۷ دقیقه شمالی، ۵۰ درجه و ۴۰ دقیقه شرقی، با ارتفاع ۱۳۰۳ متر از سطح دریا و حدود ۳۰ متر از سطح عمومی دشت، در دامنه جنوبِ جنوب شرقی کوهی به همین نام در شمال قلعه و روستای متروکه احمدآباد و در فاصله حدود ده کیلومتری شرق اخترآباد شهریار قرار دارند. چشم‌انداز عمومی منطقه، دشت حاصلخیزی با حدود سی رشته قنات و بازمانده‌های روستاها و قلعه‌های فراوانی است که تقریباً تمامی ساکنان آن از منطقه کوچ کرده‌اند. این دشت در گذشته ناحیه‌ای آبادان و سرسبز بوده که خشک‌رودهای فراوان در پیرامون کوه کفترلو بازمانده‌ای از چشم‌انداز خرم روزگاران باستان است. سرسبزی منطقه بخصوص وامدار آب‌های زیرزمینی فراوان که گاه تنها در عمق دو متری زمین هستند، می‌باشد. در فصل بهار، دشت اخترآباد بخاطر رویش گونه‌های فراوانی از گل‌ها و گیاهان خودرو و از جمله گل شقایق، به دشت شقایق‌ها معروف شده است.
کوه کفترلی از نوعی «تله سنگ» و سنگ‌های آذرین درونی که شباهت زیادی به سنگ سماق دارد، بوجود آمده و هوازدگی‌های هزاران ساله موجب تشکیل لایه صیقلی قهوه‌ای رنگی بر سطح سنگ‌ها شده است. بجز بخش باریک و بلندی از کوه که حدود پنج متر پهنا و یکصد متر درازا دارد و سنگ‌نگاره‌ها و سنگ‌نبشته‌ها بر آن نگاشته شده است، بقیه بخش‌های سنگی این کوه آتشفشانی در دل خاک فرو رفته‌اند. پاره‌های کوچکی از سنگ کوه به فراوانی تمامی دشت پیرامون را تا شعاع صدها متر پوشانده‌اند. در پیرامون نگارکندها اثری از دوره‌های استقراری یا پاره‌های سفال دیده نمی‌شود.

صخره حامل سنگ‌نگاره‌ها و سنگ‌نبشته‌های کفترلی، به دلیل اینکه برخلاف کتیبه کن چرمی در جایی قابل دسترس نگاشته شده، به مرور زمان و نیز بر اثر تخریب‌های انسانی، آسیب دیده و بخش‌های فراوانی از آن نابود شده است. از مجموع نشان‌‌های این کتیبه، حدود پانزده نشان توسط این نگارنده شناسایی و شمرده شده‌اند. اما جستجوهای بیشتری برای یافتن حروف دیگر در شرایط متفاوتی از زاویه تابش خورشید، ادامه دارد.
در پیرامون سنگ‌نبشته کفترلی، چند کتیبه چند صد ساله به خط فارسی و نیز چند یادگارنوشته وجود دارد. این آثار اهمیتی فراوان در تعیین دیرینگی و قدمت کتیبه دارند. از آنجا که سطح تراشیده شده سنگ، رنگ روشن‌تری نسبت به زمینه خود دارد و به مرور رو به اکسیده‌شدن و تیرگی می‌گراید؛ با مقایسه مقدار و میزان تغییر رنگ بخش‌های تراشیده‌شده در دوره‌های گوناگون، می‌توان یک ارزیابی تقریبی از قدمت هر بخش را بدست آورد.
از سوی دیگر، نوع خط، شکل و سبک نشان‌‌ها نیز می‌توانند راهنمایی مناسب برای تعیین قدمت باشند. از آنجا که تمامی لوحه‌های پیشین خط هندسی که از شوش به دست آمده‌اند، به سال‌های سده ۲۳ پیش از میلاد (۴۳۰۰ تا ۴۲۰۰ سال پیش) منسوب هستند؛ می‌توان قدمت سنگ‌نبشته کفترلی را نیز در همین حدود دانست.
نگارکندهای نویافته کفترلی در شهریار به عنوان یکی از کهن‌ترین نمونه‌های خط در تاریخ بشری از نگرگاه بررسی مقابله‌ای تاریخ اختراع و تکامل خط در جهان اهمیتی فراوان دارند. نگارنده بر خود فرض می‌‌داند تا با کوشش و پیگیری افزون‌تر به بررسی نگارکندهای کفترلی و کن چرمی و تأثیر احتمالی آنها بر خط‌های سپسین ایرانی و غیرایرانی بپردازد.